# شهرستان دلاویر (اکلاهما)
شهرستان دلاویر، اکلاهما (به انگلیسی: Delaware County, Oklahoma) شهرستانی در ایالات متحده آمریکا است که در اکلاهما واقع شده‌است.

## خصوصیات
شهرستان دلاویر ۲٬۰۵۲ کیلومترمربع مساحت دارد.